# Lambertuskerk (Buren)

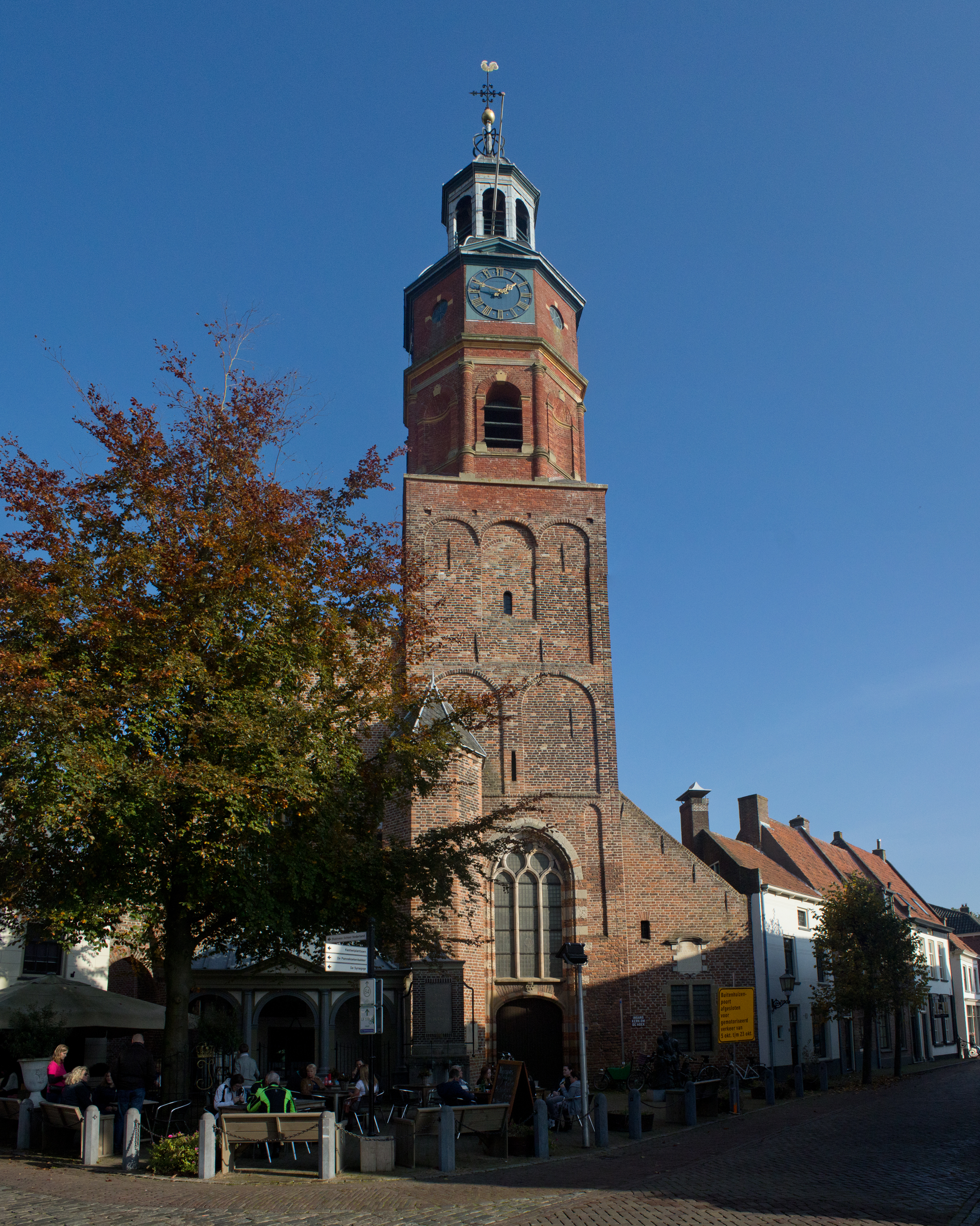
Die Lambertuskerk zu Buren

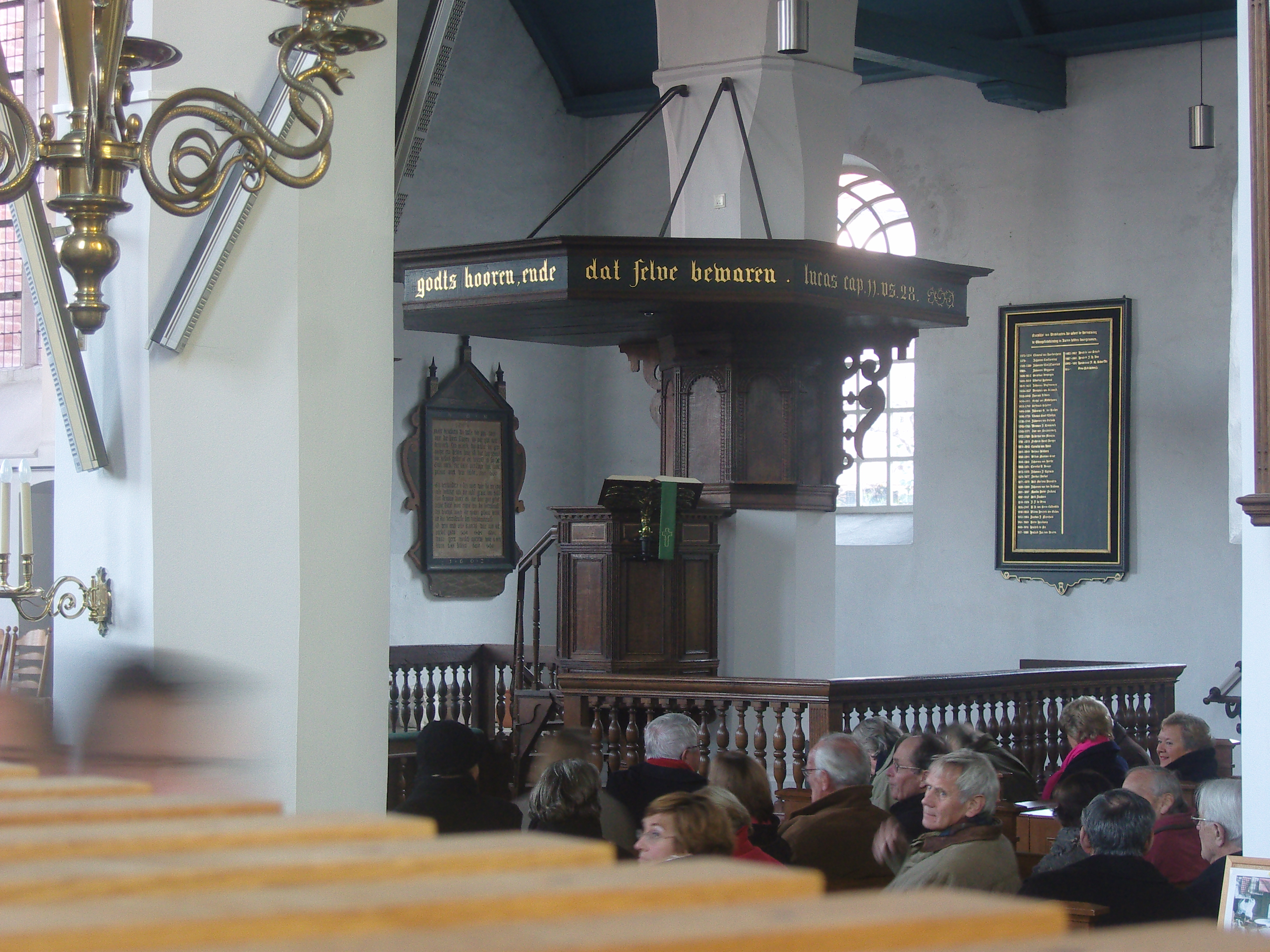
Die Kanzel der Lambertuskerk

Die Lambertuskerk ist eine evangelische Kirche in der niederländischen Stadt Buren (Provinz Gelderland).

## Geschichte
1367 wurde an der Stelle der heutigen Lambertuskerk eine Kapelle gestiftet. 1395 erhob der Utrechter Bischof Friedrich von Blakenheim die Kapelle zur Pfarrkirche. In der ersten Hälfte des 15. Jahrhunderts wurden Seitenschiffe mit Nebenchören angefügt, in der Mitte des 15. Jahrhunderts ein neuer Hauptchor errichtet. Der Kirchturm erhielt seinen achtkantigen Aufsatz um 1540. 1733 wurde der nördliche Seitenchor niedergelegt.
In der Lambertuskerk wurde 1551 die erste Ehe Wilhelms von Oranien geschlossen. Von 1973 bis 1980 erfolgte eine Restaurierung des Gotteshauses, der Kirchturm folgte 1990. Witte-Orgel von 1852.

## Orgel
Die Orgel der Lambertuskerk wurde 1852 von dem Orgelbauer Christian Gottlieb Friedrich Witte erbaut. Das Instrument hat Register auf zwei Manualen und Pedal. Die Trakturen sind mechanisch.
| I Hauptwerk C–f3 |     |
| Bourdon          | 16′ |
| Prestant         | 8′  |
| Roerfluit        | 8′  |
| Octaaf           | 4′  |
| Fluit            | 4′  |
| Quint            | 3′  |
| Octaaf           | 2′  |
| Mixtuur IV       |     |
| Cornet V         | 8′  |
| Trompet (B/D)    | 8′  |

| II Nebenwerk C–f3 |    |
| Prestant          | 8′ |
| Holfluit          | 8′ |
| Gamba             | 8′ |
| Salicet           | 4′ |
| Roerfluit         | 4′ |
| Gemshoorn         | 2′ |

| Pedal C–d1 |     |
| Subbas     | 16′ |